# Perine Nenkampi
Perine Nenkampi Oltaruesh (parfois orthographié Perine Nengampi), née en 1989, est une coureuse de fond et de demi-fond kényane. Elle est championne d'Afrique de course en montagne 2013.

## Biographie
Issue du peuple Maasaï, Perine Nenkampi se fait remarquer dans la discipline du cross-country.
Le 23 novembre 2013, elle prend part aux championnats d'Afrique de course en montagne courus dans le cadre de la course de montagne du Ranch Obudu. La course est dominée par les athlètes éthiopiennes avec Genet Yalew en tête. Celle-ci établit un nouveau record du parcours en 58 min 55 s. Les coureuses éthiopiennes courant hors-championnats, c'est Perine Nenkampi qui termine cinquième en tête du peloton kényan qui remporte le titre. Avec Angelina Mutheu et Mildred Chebosis qui complètent le podium individuel, le trio remporte la médaille d'or au classement par équipes.
Le 26 avril 2014, elle prend part à l'épreuve qualificative du relais 4 x 1 500 mètres pour l'édition inaugurale des relais mondiaux. Avec Mercy Cherono, Irene Jelagat et Ann Mwengi, le quatuor réalise un nouveau record du monde en 17 min 5 s 72, battant de plus de deux secondes le précédent record du monde établi par les Volunteers du Tennessee en 2009. Sélectionnée pour les relais mondiaux à Nassau, elle ne prend toutefois pas part au relais victorieux.
Le 19 août 2015, elle remporte la médaille d'or lors de l'épreuve de cross-country aux Jeux militaires de la Communauté d'Afrique de l'Est, battant sa compatriote Selah Jepleting de huit secondes.
Elle se spécialise par la suite sur la distance du semi-marathon. Le 28 octobre 2018, elle remporte facilement la victoire en 1 h 11 min 34 s sur la course féminine Madrid Medio Maratón de la Mujer.
Le 21 avril 2019, elle prend le départ du semi-marathon de Yangzhou, faisant face à une concurrence serrée. Partant dans le groupe de tête, elle parvient à se détacher seule en tête à mi-parcours. Elle s'impose en 1 h 8 min 4 s, signant son record personnel sur la distance et battant l'Éthiopienne Birhan Mhretu de plus d'une minute et demi. Le 19 août, elle effectue une course serrée en tête face à la Tanzanienne Magdalena Crispin lors de l'épreuve de cross-country aux Jeux militaires de la Communauté d'Afrique de l'Est. Elle finit par s'incliner pour trois secondes et se contente de la médaille d'argent.
Victime d'une grave blessure en mars 2020, elle effectue son retour à la compétition en 2021. Elle retrouve les succès en remportant le semi-marathon de Nairobi en octobre.
Le 15 octobre 2022, elle prend part aux championnats du monde militaires de cross-country à Beja. Elle se classe septième et remporte la médaille d'argent au classement par équipes avec Purity Komen, Valentine Chepkoech et Joyce Muthoni Njeru.

## Palmarès

### Piste
| Année | Compétition                                   | Lieu         | Place | Épreuve | Performance    |
| ----- | --------------------------------------------- | ------------ | ----- | ------- | -------------- |
| 2012  | Folksam Grand Prix                            | Sollentuna   | 1re   | 5 000 m | 16 min 21 s 88 |
| 2012  | Lappeenranta Games                            | Lappeenranta | 1re   | 1 500 m | 4 min 9 s 96   |
| 2012  | Kuortane Games                                | Kuortane     | 1re   | 3 000 m | 8 min 53 s 26  |
| 2013  | Savo Games                                    | Lapinlahti   | 1re   | 3 000 m | 8 min 51 s 60  |
| 2013  | Kuortane Games                                | Kuortane     | 1re   | 1 500 m | 4 min 10 s 64  |
| 2014  | Rehlingen Pfingstsportfest                    | Rehlingen    | 1re   | 1 500 m | 4 min 14 s 05  |
| 2014  | Meeting international de la province de Liège | Liège        | 1re   | 5 000 m | 15 min 16 s 50 |

### Route/cross
| Année | Compétition                                         | Lieu      | Place | Épreuve       | Performance     |
| ----- | --------------------------------------------------- | --------- | ----- | ------------- | --------------- |
| 2012  | Lidingöloppet                                       | Stockholm | 1re   | Cross-country | 35 min 11 s     |
| 2013  | Lidingöloppet                                       | Stockholm | 1re   | Cross-country | 34 min 13 s     |
| 2015  | Jeux militaires de la Communauté d'Afrique de l'Est | Jinja     | 1re   | Cross-country | 27 min 21 s     |
| 2018  | Madrid Medio Maratón de la Mujer                    | Madrid    | 1re   | Semi-marathon | 1 h 11 min 34 s |
| 2019  | Jeux militaires de la Communauté d'Afrique de l'Est | Nairobi   | 2e    | Cross-country | 32 min 12 s     |
| 2019  | Semi-marathon Rome-Ostie                            | Ostie     | 5e    | Semi-marathon | 1 h 9 min 25 s  |
| 2019  | Semi-marathon de Yangzhou                           | Yangzhou  | 1re   | Semi-marathon | 1 h 8 min 4 s   |
| 2021  | Semi-marathon de Nairobi                            | Nairobi   | 1re   | Semi-marathon | 1 h 12 min 59 s |
| 2022  | Championnats du monde militaires de cross-country   | Beja      | 7e    | Cross-country | 28 min 45 s     |

### Course en montagne
| no | féminin       | Course                                       | Longueur | Départ           | Temps          |
| -- | ------------- | -------------------------------------------- | -------- | ---------------- | -------------- |
| 5e | Médaille d'or | Championnats d'Afrique de course en montagne | 8,6 km   | 23 novembre 2013 | 1 h 4 min 29 s |

## Records
| Épreuve                 | Performance   | Date             | Lieu           |
| ----------------------- | ------------- | ---------------- | -------------- |
| 800 mètres              | 2 min 8 s 10  | 9 mai 2013       | Nairobi        |
| 1 500 mètres            | 4 min 3 s 98  | 19 juillet 2014  | Heusden-Zolder |
| 3 000 mètres            | 8 min 45 s 15 | 5 septembre 2014 | Bruxelles      |
| 5 000 mètres            | 15 min 8 s 39 | 17 mai 2015      | Shanghai       |
| 10 000 mètres           | 32 min 2 s 10 | 27 mai 2021      | Nairobi        |
| 10 kilomètres           | 31 min 25 s   | 8 septembre 2018 | Prague         |
| Semi-marathon           | 1 h 8 min 4 s | 21 avril 2019    | Yangzhou       |
| Relais 4 × 1 500 mètres | 17 min 5 s 72 | 26 avril 2014    | Nairobi        |